# 4067 Mikhelʹson
4067 Mikhelʹson eller 1966 TP är en asteroid i huvudbältet som upptäcktes den 11 oktober 1966 av den rysk-sovjetiske astronomen Nikolaj Tjernych vid Krims astrofysiska observatorium på Krim. Den har fått sitt namn efter Nikolaj Mikhelʹson.
Asteroiden har en diameter på ungefär 7 kilometer.